# Marvel One-Shots
Marvel One-Shots (рус. Короткометражки Marvel) — серия короткометражных фильмов, действие которых происходит в Кинематографической вселенной Marvel (КВM). Короткометражки выходили с 2011 по 2014 год. Фильмы вошли в состав дополнительных материалов кинокартин КВM на Blu-ray-дисках и цифровых площадках. Короткометражки длятся от 3 до 15 минут и были задуманы как самостоятельные истории, в которых представлены предыстория персонажей и событий, произошедших в фильмах. Две короткометражки послужили основой для телесериалов КВM.
Кларк Грегг сыграл агента Фила Колсона в короткометражках «Консультант» и «Забавный случай на пути к молоту Тора», повествующих об одном дне из жизни агента Щ.И.Т.а. В «Образце 47» влюблённая пара в исполнении Лиззи Каплан и Джесси Брэдфорда находит оружие Читаури после событий кинокомикса «Мстители». Действие ленты «Агент Картер» с Хейли Этвелл в главной роли разворачивается после фильма «Первый мститель». Бен Кингсли исполнил роль Тревора Слэттери в «Да здравствует король», события которого происходят после «Железного человека 3».

## Создание
В августе 2011 года кинокомпания Marvel Studios объявила, что несколько короткометражных фильмов, задуманных как самостоятельные истории, будут выпущены в формате direct-to-video. «Это забавный способ поэкспериментировать с новыми персонажами и идеями. Но, что ещё более важно, это способ расширить кинематографическую вселенную Marvel», — отмечал продюсер Брэд Виндербаум. Первые две короткометражки были отсняты в сотрудничестве с The Ebeling Group. Режиссёром выступил Лейтум, а сценаристом — Эрик Пирсон. По словам Виндербаума, название серии короткометражек произошло от ваншот-комиксов:26:09–26:18.
Сопредседатель Marvel Studios Луис Д’Эспозито заявлял, что Marvel рассматривала возможность представить известных персонажей, про которых ещё рано снимать полнометражные фильмы, в будущих короткометражках: «У нас 8000 персонажей. Возможно, есть те герои, которые не так популярны, и мы покажем их [в короткометражке]». Отвечая на вопрос, появится ли когда-нибудь супергерой Marvel в короткометражке, Д’Эспозито ответил: «Нам бы очень хотелось, но это трудно из-за больших затрат. Если Железный человек летает вокруг и что-то делает, это [обходится] очень дорого. И прежде всего, что это за история? Важно ли, чтобы этот супергерой был в истории?».
В 2013 году на фестивале San Diego Comic-Con International Д’Эспозито рассказывал, что была идея показать короткометражки в кинотеатрах перед полнометражными фильмами. В мае 2014 года стало известно, что короткометражка не станет выходить на физических носителях кинокомикса «Первый мститель: Другая война». В октябре того же года картина «Стражи Галактики» вышла на носителях без короткометражки. Режиссёр «Стражей Галактики» Джеймс Ганн заявлял, что короткометражный фильм не вошёл в материалы фильма из-за нехватки места на диске.

## Фильмы
| Фильм                                   | Дата премьеры                                                                      | Режиссёр        | Сценарист   | Продюсер    |
| --------------------------------------- | ---------------------------------------------------------------------------------- | --------------- | ----------- | ----------- |
| «Консультант»                           | 13 сентября 2011                                                                   | Лейтум          | Эрик Пирсон | Кевин Файги |
| «Забавный случай на пути к молоту Тора» | 25 октября 2011                                                                    | Лейтум          | Эрик Пирсон | Кевин Файги |
| «Образец 47»                            | 25 сентября 2012                                                                   | Луис Д’Эспозито | Эрик Пирсон | Кевин Файги |
| «Агент Картер»                          | 3 сентября 2013 (на цифровых площадках) 24 сентября 2013 (на физических носителях) | Луис Д’Эспозито | Эрик Пирсон | Кевин Файги |
| «Да здравствует король»                 | 4 февраля 2014 (на цифровых площадках) 25 февраля 2014 (на физических носителях)   | Дрю Пирс        | Дрю Пирс    | Кевин Файги |

### «Консультант» (2011)
После событий фильмов «Железный человек 2» и «Невероятный Халк» Фил Колсон сообщает Джасперу Ситуэллу, что Всемирный совет безопасности хочет выпустить Эмиля Блонски из тюрьмы и привлечь к инициативе «Мстители». Совет видит Эмиля героем войны и считает Брюса Бэннера виновником разрушений в Гарлеме. Совет приказывает отправить агента к генералу Таддеусу «Громовержцу» Россу с просьбой освободить Блонски под стражу Щ.И.Т.а. Ник Фьюри отказывается выпускать Блонски, поэтому Фил и Джаспер посылают козла отпущения, чтобы сорвать встречу. По настоянию Ситуэлла Колсон неохотно посылает «Консультанта»: Тони Старка. Как показано в конце кинокомикса «Невероятный Халк», опозоренный Росс сидит и пьёт в баре. К нему подходит Старк, а Росс пытается выгнать его из бара. В ответ Старк приобретает бар и готовится снести его. На следующий день Колсон говорит Ситуэллу, что план сработал, а Блонски останется в тюрьме.
В 2011 году на фестивале San Diego Comic-Con Marvel объявила, что «Консультант» выйдет исключительно на Blu-ray-носителях фильма «Тор» 13 сентября 2011 года. Режиссёром выступил Лейтум, сценаристом — Эрик Пирсон, а композитором — Пол Окенфолд. Короткометражка снималась в течение 2-3 дней. Кларк Грегг и Максимилиано Эрнандес вернулись к ролям агентов Фила Колсона и Джаспера Ситуэлла, соответственно, из фильмов. Кроме того, в короткометражке были задействованы сцены из «Невероятного Халка» с участием Роберта Дауни мл. (Тони Старк / Консультант), Уильяма Хёрта (генерал Таддеус «Громовержец» Росс) и Тима Рота (Эмиль Блонски / Мерзость). По словам Брэда Виндербраума, продюсеры хотели продемонстрировать, как Щ.И.Т. дёргает за ниточки и возлагает ответственность за некоторые события, произошедшие в фильмах. Грегг узнал о серии короткометражек в тот момент, когда ему рассказали о смерти Колсона в «Мстителях». Актёр считал, что короткометражка может помочь зрителям узнать, кто такой агент Колсон, и подготовить аудиторию к тому, что он должен погибнуть:26:22–26:39. Сценарий к «Консультанту» был написан после «Забавного случая на пути к молоту Тора», причём на последний фильм было потрачено 80 % бюджета для двух короткометражек. Оставшийся бюджет был потрачен на диалог между двумя парнями. При написании короткометражки Пирсон включил Ситуэлла, у которого была маленькая роль в «Торе», чтобы заставить его вместе с Колсоном ломать голову над тем, как обойти бюрократические заморочки вокруг инициативы «Мстители»:27:17–27:49.

### «Забавный случай на пути к молоту Тора» (2011)
Действие короткометражки происходит до событий фильма «Тор». Фил Колсон останавливается на заправке по дороге в Альбукерке, штат Нью-Мексико. Пока Колсон закупается едой, в магазин врываются два грабителя и требуют у продавца вытащить из кассы деньги. В то время как грабители пытаются выяснить, чья машина стоит снаружи, Колсон прикидывается глупцом на их глазах, предлагая сдать свой пистолет. Вскоре Фил обманом отвлекает грабителей и нейтрализует их. Затем он покупает пончики и перед уходом просит кассира сообщить полиции, что именно она предотвратила ограбление магазина.
Короткометражный фильм «Забавный случай на пути к молоту Тора» вошёл в дополнительные материалы фильма «Первый мститель», который вышел 25 октября 2011 года на Blu-ray-дисках. Режиссёром выступил Лейтум, сценаристом — Эрик Пирсон, а композитором — Пол Окенфолд. Короткометражка была отснята за 2-3 дня. Кларк Грегг вновь сыграл агента Фила Колсона, который, по мнению актёра, предстаёт в образе надоедливого бюрократа из Щ.И.Т.а:26:54–26:59.

### «Образец 47» (2012)
Бенни и Клэр находят оружие Читаури («Образец 47»), оставшийся после битвы за Нью-Йорк. С помощью пушки пара грабит несколько банков, привлекая внимание Щ.И.Т. Агентов Ситуэлла и Блэйка отправляют на задание конфисковать оружие и «нейтрализовать» пару. Ситуэлл выслеживает пару в одном из номеров мотеля, который вскоре разрушается, а украденные деньги разлетаются на куски. Вместо того, чтобы убивать пару, Ситуэлл предлагает ей присоединиться в Щ.И.Т. Бенни работает в научно-исследовательском центре над усовершенствованием технологии Читаури, а Клэр становится помощницей Блейка.
«Образец 47» вышел 25 сентября 2012 года на Blu-ray-дисках фильма «Мстители». Роли в короткометражке исполнили Джесси Брэдфорд (Бенни) и Лиззи Каплан (Клэр). Также в фильме появляются агент Ситуэлл в исполнении Максимилиано Эрнандеса и агент Блэйк, роль которого сыграл Титус Уэлливер. Режиссёром выступил сопредседатель Marvel Studios Луис Д’Эспозито, сценаристом — Эрик Пирсон, а композитором — Кристофер Леннерц. Короткометражка снималась в течение четырёх дней и длится 12 минут, дольше чем прошлые фильмы, хронометраж которых составлял не менее 4 минуты. Идея короткометражки пришла в голову Пирсону и Д’Эспозито после просмотра «Мстителей»: «В Нью-Йорке беспорядок. Везде валяются пушки Читаури»:28:06–28:12. При создании телесериала КВM «Агенты „Щ.И.Т.“» его создатели вдохновились короткометражкой «Образец 47».

### «Агент Картер» (2013)
Спустя год после событий фильма «Первый мститель» агент Пегги Картер работает в Стратегическом Научном Резерве. Ночью в офисе Пегги по телефону получает координаты местонахождения сыворотки Зодиака. Ей удаётся в одиночку заполучить сыворотку. На следующий день её начальник, агент Джон Флинн, делает Картер предупреждение за нарушение субординации. После телефонного разговора с Говардом Старком Флинн сообщает, что Пегги приглашают возглавить организацию Щ.И.Т. В сцене после титров Дум-Дум Дуган и Старк любуются на женщин, на которых одеты бикини.
«Агент Картер» был выпущен вместе с кинокомиксом «Железный человек 3» на носителях Blu-ray 24 сентября 2013 года. На цифровых площадках короткометражка появилась 3 сентября 2013 года. В фильме снялись Хейли Этвелл (Пегги Картер), Доминик Купер (Говард Старк), Нил Макдонаф (Тимоти «Дум-Дум» Дуган) и Крис Эванс (Стив Роджерс / Капитан Америка), причём последний появился благодаря задействованным кадрам из «Первого мстителя». Также в короткометражке сыграли Брэдли Уитфорд (агент Джон Флинн) и Шейн Блэк (звонивший). Режиссёром выступил Луис Д’Эспозито, а сценаристом — Эрик Пирсон. Фильм был отснят за пять дней. Ради экономии бюджета были задействованы кадры с визуальными эффектами Нью-Йорка 1940-х годов из «Первого мстителя». Музыку к короткометражке написал Кристофер Леннерц. Позже он принял участие в работе над телесериалом «Агент Картер», который был придуман под влиянием короткометражного фильма.

### «Да здравствует король» (2014)
После событий картины «Железный человек 3» Тревор Слэттери попадает в тюрьму Сигейт. Там он ведёт роскошную жизнь и назначает своим личным «дворецким» Германа. Один из членов террористической организации «Десять колец» Джексон Норрисс выдаёт себя за режиссёра-документалиста, чтобы взять интервью у Слэттери. Завершая интервью, Норрисс раскрывает, что он на самом деле пришёл вытащить Тревора из тюрьмы и привести его к настоящему Мандарину.
В октябре 2013 года Бен Кингсли рассказал в интервью, что работает над секретным проектом Marvel с участием съёмочной команды фильма «Железный человек 3». «Да здравствует король» вышел на цифровых площадках вместе с кинокомиксом «Тор 2: Царство тьмы» 4 февраля 2014 года, на Blu-ray короткометражка появилась 25 февраля. В фильме сыграли Бен Кингсли (Тревор Слэттери), Скут Макнейри (Джексон Норрисс), Лестер Спейт (Герман) и Сэм Рокуэлл (Джастин Хаммер), который ранее снимался в «Железном человеке 2». Сценаристом и режиссёром выступил Дрю Пирс, один из авторов «Железного человека 3». Съёмки «Да здравствует король» велись в Лос-Анджелесе. Идея короткометражки возникла у Пирса и продюсера Стивена Бруссарда во время съёмок «Железного человека 3»:29:44–29:57. Музыка к фильму была написана Брайаном Тайлером.

## Актёры и персонажи
| Персонаж                               | «Консультант» (2011)                 | «Забавный случай на пути к молоту Тора» (2011) | «Образец 47» (2012)                  | «Агент Картер» (2013)                | «Да здравствует король» (2014)       |
| Появившиеся в полнометражных фильмах   | Появившиеся в полнометражных фильмах | Появившиеся в полнометражных фильмах           | Появившиеся в полнометражных фильмах | Появившиеся в полнометражных фильмах | Появившиеся в полнометражных фильмах |
| -------------------------------------- | ------------------------------------ | ---------------------------------------------- | ------------------------------------ | ------------------------------------ | ------------------------------------ |
| Фил Колсон                             | Кларк Грегг                          | Кларк Грегг                                    |                                      |                                      |                                      |
| Джаспер Ситуэлл                        | Максимилиано Эрнандес                |                                                | Максимилиано Эрнандес                |                                      |                                      |
| Тони Старк Консультант                 | Роберт Дауни мл.                     |                                                |                                      |                                      |                                      |
| Таддеус Росс                           | Уильям Хёрт                          |                                                |                                      |                                      |                                      |
| Эмиль Блонски Мерзость                 | Тим Рот                              |                                                |                                      |                                      |                                      |
| Пегги Картер                           |                                      |                                                |                                      | Хейли Этвелл                         |                                      |
| Говард Старк                           |                                      |                                                |                                      | Доминик Купер                        |                                      |
| Тимоти «Дум-Дум» Дуган                 |                                      |                                                |                                      | Нил Макдонаф                         |                                      |
| Стив Роджерс Капитан Америка           |                                      |                                                |                                      | Крис Эванс                           |                                      |
| Тревор Слэттери                        |                                      |                                                |                                      |                                      | Бен Кингсли                          |
| Джастин Хаммер                         |                                      |                                                |                                      |                                      | Сэм Рокуэлл                          |
| Появившиеся в короткометражных фильмах |                                      |                                                |                                      |                                      |                                      |
| Феликс Блейк                           |                                      |                                                | Титус Уэлливер                       |                                      |                                      |
| Бенни Поллак                           |                                      |                                                | Джесси Брэдфорд                      |                                      |                                      |
| Клэр Уайз                              |                                      |                                                | Лиззи Каплан                         |                                      |                                      |
| Джон Флинн                             |                                      |                                                |                                      | Брэдли Уитфорд                       |                                      |
| звонивший                              |                                      |                                                |                                      | Шейн Блэк                            |                                      |
| Джексон Норрисс                        |                                      |                                                |                                      |                                      | Скут Макнейри                        |
| Герман                                 |                                      |                                                |                                      |                                      | Лестер Спейт                         |

## Коллекция
Все короткометражки Marvel вошли в бокс-сет «Marvel Cinematic Universe: Phase Two Collection», в котором содержатся картины второй фазы КВM. В каждой короткометражке присутствуют аудиокомментарии актёров и создателей. Набор дисков поступил в продажу 8 декабря 2015 года.

## Критика
По мнению Синди Уайт из IGN, «Консультант» получился интригующей короткометражкой: «Яркие диалоги, кажется, полностью вписываются в то, чего зрители ждут от „Мститилей“ Джосса Уидона». Редактор сайта ComingSoon.net Скотт Читвуд назвал треть короткометражки пересказом старой бонусной сцены, а остальные две трети, которые показывают Колсона сидящим и болтливым, — большим разочарованием. Р. Л. Шаффер из IGN назвал короткометражку «Забавный случай на пути к молоту Тора» весёлой. Но Закари Шеер из Cinema Blend считает, что фильм сколь банален, столь и само название. Андре Делламорте из Collider посчитал «Образец 47» глупой короткометражкой. Автор Crave Online Уильям Биббиани похвалил актёрскую игру Эрнандеса, Брэдфорда, Каплан. Спенсер Терри из Superhero Hype! назвал «Образец 47» одной из лучших короткометражек, объяснив тем, что её хронометраж в три раза больше предыдущих фильмов.
Рецензент CraveOnline Энди Хансакер написал, что фильм достойно провёл для Картер прощальную вечеринку, которую она заслуживает. Скотт Коллура из IGN назвал Этвелл супергероиней, которую зрители очень долго ждали. Автор Total Film Рози Флетчер отметила, что короткометражка смотрится отлично в стиле нуар 40-х. Клифф Уитли из IGN поставил короткометражке «Да здравствует король» 9.4 баллов из 10. По его мнению, в сюжете присутствуют изюминки, которые могут удивить как фанатов, так и ненавистников Тревора Слэттери. Редактор сайта Comics Alliance Эндрю Уилер раскритиковал появление гомосексуальности в короткометражке, учитывая, что это была первая попытка Marvel Studios привнести понятие ЛГБТ в КВM.

## Возможные проекты
В мае 2013 года компания DMG Entertainment заявила о желании снять короткометражку под названием «Пролог», рассказывающую про доктора Ву, роль которого исполнил Ван Сюэци в «Железном человеке 3». В международной версии фильма у персонажа было 10 секунд экранного времени, в то время как в китайской версии его участию было выделено три минуты. Сюжет «Пролог» мог бы состоять из сцен, отснятых во время съёмок «Железного человека 3», и происходить перед событиями первой части о Железном человеке. У представителей DMG не было планов насчёт выпуска короткометражки. Но, по их словам, слухи о том, что «Пролог» может выйти по телевизору или на домашних носителях фильмов КВM, были лишь домыслами.
В июле 2013 года Д’Эспозито рассказал о планах снять короткометражные фильмы про нескольких персонажей, таких как Локи, молодой Ник Фьюри, Чёрная пантера, Мисс Марвел и Чёрная вдова. Касательно Локи, Д’Эспозито уточнил: «Сделать короткометражку про Асгард очень трудно для нас. С точки зрения затрат это совершенно невозможно. Один кадр с Локи в Асгарде и всё». Насчёт Фьюри и Чёрной пантеры он отметил: «Кто сыграет этих героев? Мы пытались сделать костюмы, но это было очень трудно по многим причинам. Мы не хотим делать что-то наполовину готовое, ведь это будет плохо для нас и для наших фанатов». В феврале 2014 года Пирс рассказал о короткометражках, которые были написаны им и так и не были реализованы, про Грех, Кроссбоунса, Джессику Джонсу и Контроль Разрушений.
В мае 2015 года глава Marvel Studios Кевин Файги заявил, что дальнейшие планы по созданию короткометражек отсутствуют. Но продюсер отметил, что у студии накопились идей для возможных короткометражек. В сентябре 2015 года Файги вновь высказался по поводу короткометражек: «Вселенная безгранична, и с этого года мы начинаем выпускать по три полнометражных фильма в год. Не знаю, насколько далеко мы можем расширить рамки… У нас велось много разговоров по созданию короткометражек… Просто нужно найти время и место». В июне 2017 года исполнитель роли Человека-паука Том Холланд намекнул, что Marvel планирует снять ещё несколько короткометражек. В октябре того же года Пирсон сообщил, что у него имеется целая папка, полная других короткометражек, которые были написаны им. Режиссёр кинокомикса «Тор: Рагнарёк» Тайка Вайтити заявлял, что велись дискуссии по поводу возобновления создания короткометражек после того, как Вайтити придумал персонажей Корга и Мика для «Рагнарёк». Кроме того, Файги отметил, что короткометражные фильмы могут стать дополнительным контентом, который могут показывать перед премьерой фильма, а не на физических носителях. В апреле 2018 года Д’Эспозито надеялся, что Marvel сможет и дальше снимать короткометражки, но признался, что студия просто очень занята выпуском полнометражных фильмов.